# رودمدان (أمجز)
رودمدان (بالفارسية: رودمدان) هي منطقة سكنية تقع في إيران في قسم أمجز الريفي. يقدر عدد سكانها بـ 90 نسمة بحسب إحصاء 2016.